# BodyRockers
BodyRockers fue un grupo británico-australiano de música electrónica y dance, formado por Dylan Burns (originario de Canterbury, Inglaterra) y Kaz James (de Melbourne, Australia). Fueron conocidos mundialmente por su sencillo de 2005, "I Like the Way".

## Historia
El dúo empezó su andadura en Australia, poco después de conocerse, en 2004. Dylan (quien anteriormente formó parte del dúo británico Coloursound, conocido por su éxito "Fly With Me") tocaba la guitarra y era el vocalista, mientras que Kaz se manejaba como DJ y productor. 
Son mundialmente conocidos por su canción "I Like the Way", de 2005, que se basa en la canción de Billy Idol, "Mony Mony". El sencillo consiguió la tercera posición en la lista de singles de Reino Unido, y entró en el Top 20 de Australia. 
En 2005 editaron su álbum debut BodyRockers.
A principios de 2006 y durante seis meses, comenzaron un tour mundial que los llevó a lugares como Estados Unidos, Australia, Rusia, España, Alemania, Francia o Dubái.
A pesar de que poseían material grabado para un segundo álbum, el grupo decidió disolverse en 2007. Tanto Burns y James desempeñaron su carrera en solitario.
Actualmente, pese a que la banda se haya separado, el tema "Round & Round" aparece en los Bumpers y ID's del canal "El Trece" de Argentina, presentando varias figuras del canal y reproduciendo "Round & Round" de fondo.

## Discografía
Álbumes de estudio
- BodyRockers (2005)

Sencillos
- "I Like the Way" (2005)
- "Round & Round" (2005)

- Datos: Q890054